# Rabljeva freska
Rabljeva freska je slovenska grozljivka iz leta 1995. 
Govori o obmorski vasi Morje, kjer skupina ljudi odkriva skupno temno preteklost in ponavlja stare napake iz časa inkvizicije in preganjanja čarovnic. Erik, Maks in Ksenja spoznajo, da jih bodo ponavljali toliko življenj, dokler ne dosežejo ljubezni in odpuščanja.
Usode glavnih likov so prepletene in vse je pripravljeno na ples smrti, na totalni obračun dobrega in zla. Legenda iz daljnje preteklosti, ki jo pozna stari cerkovnik, se udejani v sedanjosti.
Film je prejel izredno slabe kritike pomembnejših kritikov in stroke, kjer se je še posebej izpostavila Majda Širca. Kljub veliki oglaševalski kampanji, ki se je zaključila z rdečo preprogo v hollywoodskem stilu pred takrat elitnim kinom Komuna (dogodek je spremljalo 7 kamer in o njem poročalo 29 medijev, igralci pa so se pripeljali z limuzinami), je film v Sloveniji videlo le 3868 gledalcev. Film nikoli ni bil izdan na DVD-ju. Je prvi, ki je nastal v produkciji Filmskega sklada RS.
Roman Končar trdi, da je TV Slovenija film prodala v Italijo, ker naj bi ga pod imenom Affresco del boia videlo 137.000 gledalcev. Med državami, ki naj bi film odkupile, je omenil še Ameriko, Kanado, Novo Zelandijo in Avstralijo. Kritike filma vidi kot političen napad in razlog, zakaj je film nezasluženo propadel, ter hvali prispevek igralca Lojzeta Rozmana.

### Zgodba
Režiser Maks zaradi tragične smrti svoje ljubezni, igralke Line, pride v obmorsko vas Morje, kjer je podedoval staro hišo. Tam raziskuje družinsko zgodovino. Restavratorka Ksenija že v svoji podzavesti poiskati vzroke svojega nenadnega nemira, zato s pomočjo regresista Erika (hipnoterapevta, ki pomaga raziskati prejšnja življenja) raziskuje svojo lastno bit. Na določeni točki seanse se ustraši in ne želi nadaljevati zaradi občutja nenadne toplote. Ko službeno potuje v Morje restavrirat cerkvene freske, sreča Erika, ki gre tudi tja, in skupaj potujeta dalje.
Vas Morje je zapuščena in skoraj porušena. Tam so stari Luka in pa čudaški prebivalci, tiranski vaški patriarh, veteran in ljubitelj orožja Riko, Eva Mirjam, motoristi, Toni in žena.
Skupina motoristov posili in še večkrat nadleguje gostilničarjevo ženo, nato pa zasledujejo nezvesto Rikovo ženo Natašo, Erikovo ljubico, ki jo slečejo, posilijo in zadavijo ob naslajanju in žaljivkah Rikove hčere Nataše. Riko prosi Erika, naj odnese njeno truplo. Čez nekaj minut sledi akcijski obračun, Riko sproži ekplozijo, en objame drugega, da bi zagotovil, da bosta umrla oba.

## Financiranje in produkcija
Projekt je ocenjen na 84.410.932 tolarjev (352.240,58 evrov). Film je podprl Filmski sklad RS (31.359 evrov po podatku BSF, po drugem viru 80 procentov proračuna filma). Producent je bil Roman Končar (Timaro Productions), koproducent pa RTV Slovenija.
Film je bil v času vojne na Hrvaškem posnet v istrskih vaseh Oprtalj in Motovun. Pri produkciji posebnih učinkov sta sodelovala tudi Zmago Jelinčič in Darko Njavro.

## Odziv kritikov
Peter Kolšek je napisal, da je izdaja new agevskega filma na petek trinajstega del oglaševalske strategije, namenjene gledalcu, ki ima raje ameriške blockbusterje kot cankarjanske figure. Freska kot središče dogajanja ga ni prepričala, obdelava predzgodbe se mu je zdela otročja, Maksa Konteja je označil za zmedeno mestno revše, ki ne more zasesti praznega mesta osrednjega junaka, všeč pa so mu bile interakcije prebivalcev Morja, ki filmu dajo dogajalno polnost in dovolj zamotijo gledalca, da si ne zastavlja vprašanj o karmičnem smislu njihovega eksistiranja na odtrgani lokaciji. Pohvalil je korektno delo režiserja, direktorja fotografije, ki se je držal predmeta in lepot narave ter odlično glasbo Slavka Avsenika ml.. Vsem igralcem je očital, da niso ustvarili življenjskih vlog, več od ostalih pa sta po njegovem naredila Dare Valič kot lokalni Rambo, v katerem je zakopan presunljiv obup, ter Lojze Rozman kot veliki inkvizitor, ki je prenašanje svoje nejasne usode s pogledom, uprtim v onostranstvo, edini dajal grozljivost grozljivki. Oceno je zaključil s trditvijo, da je film reinkarnacija nekega slabšega.
Zdenko Vrdlovec je v liku nasilnega vaškega oblastnika Rika videl ponazoritev slovenskih vojaških in orožarskih afer. Film je zanj del trenda žanrskih poskusov.
Marcel Štefančič ml. je v kritiki filma napisal, da gre za »Dobro uro in pol predolg film o reinkarnaciji: 100 let je od prvega filma, tipi v Sloveniji pa si še vedno natikajo sončna očala in mislijo, da so režiserji - bi jim prosim kdo omenil, da si morajo prej natakniti glavo«. Norčeval se je iz prizora posilstva, ki ne gane gledalca, in pripomnil, da je najslabša stvar pri njem, da ženska nosi prevelike spodnjice.
Max Modic je v kritiki knjige Sama Ruglja Stranpota slovenskega filma napisal, da gre za enega najdebilnejših žanrskih zmazkov v Sloveniji in drugod ter da je romunski akcijski pofl, kjer Steven Seagal namesto udarcev deli srepe poglede, v primerjavi z Rabljevo fresko videti kot Sikstinska kapela. Ob premieri filma je bil priča obširnim dvostranskim barvnim tiskanim oglasom in izjavam filmskih delavcev, da Slovenija potrebuje tudi take filme, kar je razumel kot poziv slovenskim davkoplačevalcem, naj zaprejo usta in odprejo denarnice.

## Zasedba
| - Lojze Rozman: Luka - Roman Končar: Maks Konte - Lučka Počkaj: Ksenija - Igor Samobor: Erik - Dare Valič: Riko | - Mirjam Korbar: Nataša - Nataša Barbara Gračner: Eva, Rikova hči - Gojmir Lešnjak: Mik - Branko Završan: Lah - Matija Rozman: Bula | - Vesna Maher: Dina - Pavle Ravnohrib: Toni - Janez Albreht: Stari - Aleš Valič: Producent |

## Ekipa
- fotografija: Jure Pervanje
- glasba: Slavko Avsenik ml.
- montaža: Stanko Kostanjevec
- scenografija: Urša Loboda in Janez Kovič
- kostumografija: Zvonka Makuc
- maska: Zoran Lemajič